# Diecezja Sanyuan
Diecezja Sanyuan (łac. Dioecesis Saniuenensis, chiń. 天主教三原教区) – rzymskokatolicka diecezja ze stolicą w Sanyuan, w prefekturze miejskiej Xianyang, w prowincji Shaanxi, w Chińskiej Republice Ludowej. Biskupstwo jest sufraganią archidiecezji xi’ańskiej.

## Historia
1 listopada 1931 papież Pius XI brewe Ut aucto erygował prefekturę apostolską Sanyuan. Dotychczas wierni z tych terenów należeli do wikariatu apostolskiego Xi’anfu (obecnie archidiecezja xi’ańska). 13 lipca 1944 podniesiono ją do rangi wikariatu apostolskiego.
W wyniku reorganizacji chińskich struktur kościelnych dokonanych przez Piusa XII 11 kwietnia 1946 wikariat apostolski Sanyuan został podniesiony do rangi diecezji.
Z 1950 pochodzą ostatnie pełne, oficjalne kościelne statystyki. Diecezja Sanyuan liczyła wtedy:
- 12 043 wiernych (1,1% społeczeństwa),
- 25 kapłanów (8 diecezjalnych i 17 zakonnych),
- 39 sióstr i 2 braci zakonnych.

Od zwycięstwa komunistów w chińskiej wojnie domowej w 1949 diecezja, podobnie jak cały prześladowany Kościół katolicki w Chinach, nie może normalnie działać. 13 listopada 1953 komuniści aresztują bp Ferdinando Fulgenzio Pasiniego OFM, a 24 listopada 1953 wydalają go z kraju.
Kolejnym znanym biskupem jest Joseph Zong Huaide, który lata 1966–1980 spędził w obozach pracy przymusowej. Św. Jan Paweł II mianował go ordynariuszem Sanyuanu w 1985. Dwa lata później potajemnie przyjął sakrę biskupią. W 1992 przeszedł do prorządowego Kościoła otwartego.
W 2000 za zgodą papieża sakrę przyjął John Chrysostom Lan Shi, w latach 1965–1979 również więzień obozów pracy przymusowej. Do 2003 był koadiutorem bp Zong Huaide, a następnie do 2008 ordynariuszem. Nie był uznany przez rząd w Pekinie.
W 2007 biskupem oficjalnym został wybrany Joseph Han Yingjin. W 2008 Benedykt XVI zatwierdził jego kandydaturę. Poparcie dla niego wyraził bp Lan Shi. Han Yingjin sakrę przyjął 24 czerwca 2010.

## Ordynariusze
- Ferdinando Fulgenzio Pasini OFM[6]
  - prefekt apostolski (1932–1944)
  - wikariusz apostolski (1944–1946)
  - biskup (1946–1983) de facto wydalony z komunistycznych Chin w 1953, nie miał po tym czasie realnej władzy w diecezji[1]
- Joseph Zong Huaide (1985[2]–2003)
- John Chrysostom Lan Shi (2003–2008)
- Joseph Han Yingjin (2008[5]-nadal)